# 呼吸性酸中毒
呼吸性酸中毒是指原發性PCO2升高而導致pH值下降，是酸鹼平衡失調的四大分類中其中一類。根據發病的快慢可又分為急性與慢性兩大類。

## 病因
造成呼吸性酸中毒的原因為CO2積聚，動脈血中PCO2升高，使[BHCO3]/[H2CO3]的比率變小，而引起血液pH值下降。

## 類型
呼吸性酸中毒可分為急性與慢性兩大類。

## 另見
- 過度換氣症候群
- 呼吸性鹼中毒

## 延伸閱讀
- Lang, Florian. . Springer Science & Business Media. 2009-03-19  [2017-04-16]. ISBN 9783540671367. （原始内容存档于2019-07-29） （英语）.
- Unwin, R.; Stidwell, R.; Taylor, S.; Capasso, G. . American Journal of Physiology - Renal Physiology. 1997-11-01, 273 (5): F698–F705  [2017-04-16]. ISSN 1931-857X. PMID 9374832. （原始内容存档于2016-06-02） （英语）.